# Géorgie européenne
Géorgie européenne – Mouvement pour la liberté (en géorgien ევროპული საქართველო, evropuli sak'art'velo) est un parti politique géorgien formé le 12 janvier 2017, lors d'une scission au sein du groupe parlementaire du Mouvement national uni (fondé par Mikheil Saakachvili en 2001).

## Composition
À l'initiative de 21 députés de l'opposition — élus lors des élections législatives d'octobre 2016 — et bénéficiant du soutien de trois personnalités du Mouvement national uni, Davit Bakradze ancien président du Parlement géorgien, Guigui Ougoulava ancien maire de Tbilissi et Guigui Bokeria ancien vice-ministre, le parti est ramené à 20 députés le 23 janvier 2017: deux groupes parlementaires d'opposition sont formés, Géorgie européenne d'une part et Géorgie européenne pour un meilleur avenir d'autre part afin de bénéficier d'une meilleure visibilité.

## Ligne politique
Les fondateurs de ce nouveau parti expriment leurs objectifs, d'abord prise de distance d'avec Mikheil Saakachvili - désormais citoyen ukrainien-, ensuite préparation des  prochaines élections locales.

## Conséquences
Le Mouvement national uni -resté fidèle à Mikheil Saakachvili- tient son congrès le 20 janvier 2017 afin d'élire un nouveau conseil politique et charge six de ses députés de former un nouveau groupe parlementaire d'opposition dénommé Mouvement national. 

## Homonymie
Nugzar Tsereteli avait fondé en 1999 un parti du nom de Géorgie européenne : bien que son fils Guiorgui Tsereteli appartiennent au parti nouvellement annoncé, la filiation idéologique reste à préciser.

## Résultats électoraux

### Élections législatives
| Élection | Votes  | %    | Sièges  | Rang |
| -------- | ------ | ---- | ------- | ---- |
| 2020     | 72 752 | 3,78 | 5 / 150 | 3e   |